# Sherif Sabry
Sherif Sabry (29 de Agosto de 1986) é um tenista egípcio destro. Compete pela Equipe Egípcia de Copa Davis desde 2006.